# Anaxágoras (mitologia)
Na mitologia grega, Anaxágoras (em grego: Αναξαγόρας) foi um rei de Argos. Ele era filho e sucessor do rei Megapente ou do filho deste, o rei Argeu.

## Família
Sendo Megapente seu pai, Anaxágoras era considerado irmão de Ifianeira, esposa de Melampo. Anaxágoras foi pai de Alector, o pai de Ífis. Em um relato raro, ele foi mencionado como o pai de Hipônoo, que por sua vez foi pai de Capaneu, um dos Sete Contra Tebas.

## Mitologia
O príncipe, filho de Anaxágoras, sofria de uma estranha enfermidade e o rei ofereceu uma recompensa a quem pudesse curá-lo. Melampo, um vidente local, matou um boi e conversou com os abutres que vieram comer a carcaça. Os abutres disseram que a última vez que haviam tido um banquete semelhante foi quando o rei fez um sacrifício. Eles explicaram que o príncipe ficou assustado com a grande faca ensanguentada, e o rei a jogou de lado para acalmar a criança. A faca atingiu uma árvore e feriu uma hamadríade, que lançou uma maldição no príncipe. A hamadríade contou a Melampus que o menino seria curado se a faca fosse retirada do tronco da árvore, fervida, e a água enferrujada resultante fosse bebida pelo príncipe. Melampus seguiu as instruções e exigiu dois terços do reino para si e um terço para seu irmão, Bias. O rei acabou concordando.
Quando as mulheres de Argos ficaram loucas devido a Dioniso, no reinado de Anaxágoras, Melampo foi chamado para curá-las, mas exigiu um terço do reino como pagamento. O rei recusou, mas as mulheres ficaram ainda mais furiosas, e ele foi forçado a procurar Melampo novamente, que desta vez exigiu um terço para si e outro terço para Bias. Às vezes, essa história é contada não sobre Anaxágoras, mas sobre seu avô, Proeto.
Anaxágoras foi sucedido por seu filho Alector. Sua linhagem durou mais que as de Bias e Melampo, e eventualmente o reino foi reunificado sob seu último membro, Cilarabes.